# Olivia Norris
Olivia Norris (ur. 17 września 1983) – niemiecka lekkoatletka, która specjalizowała się w rzucie oszczepem.
Mistrzyni świata kadetów z 1999 roku - na stadionie w Bydgoszczy uzyskała wynik 52,03. Rekord życiowy: 53,09 (25 maja 2002, Jena).